# 608 г. пр.н.е.

## Събития

### В Азия

#### Във Вавилония
- Набополaсар (626 – 605 г. пр.н.е.) е цар на Вавилония.[1]
- През тази и следващата година вавилонски войски провеждат походи в хълмистите земи на североизток от покорената Асирия като наказателна акция срещу местните племена извършващи набези във вавилонска територия.[2]

#### В Мидия
- Киаксар (625 – 585 г. пр.н.е.) е цар на Мидия.[3]

### В Африка

#### В Египет
- Фараон на Египет е Нехо II (610 – 595 г. пр.н.е.).[4]

### В Европа

#### В Гърция
- Повеждатдат се 43-тe Олимпийски игри:
  - Победител в дисциплината бягане на разстояние един стадий става Клеон от Епидавър.[5]
  - Хипостен от Лакония, който печели състезанието по борба за момчета през 632 г. пр.н.е. и това за мъже през 624, 620, 616 и 612 г. пр.н.е., отново става шампион по борба за мъже. Това е последната от пет негови последователни победи.[5]

#### В Сицилия
- През тази година Леонтини се управлява от Панетий, който е първият известен тиран от Западното Средиземноморие. Той дължи възхода си на демагогия.[6]